# Đất sét tự khô

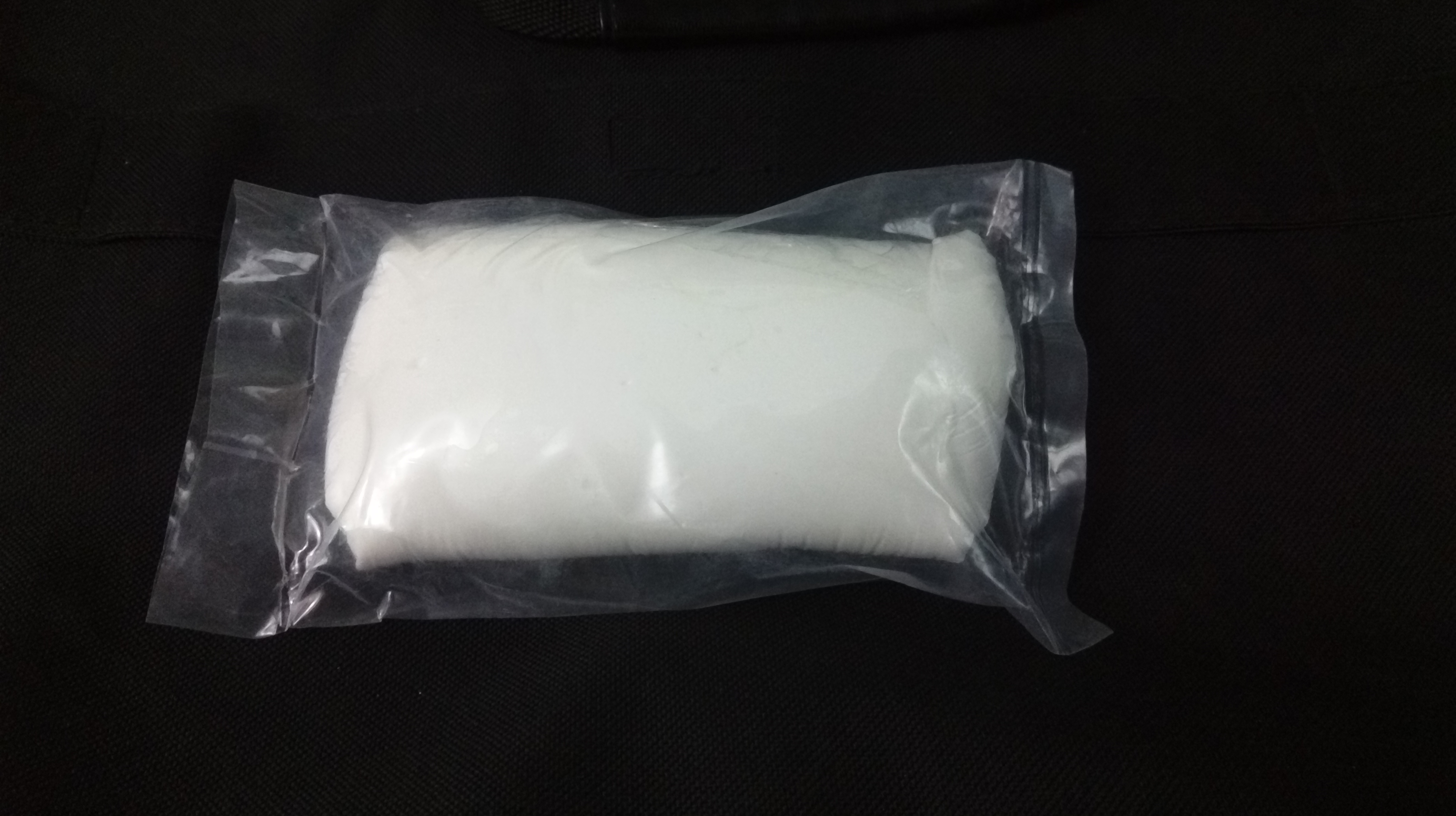
Đất sét có đặc tính tự khô

Đất sét tự khô (tên gọi khác sứ lạnh, đất nặn) là chủng loại đất sét nhân tạo có đặc điểm tự khô khi tiếp xúc với không khí sở dĩ có tên gọi này vì hợp chất chính cấu thành nên loại đất sét này gồm có các loại bột, hồ dán (keo) và một số phụ gia hóa học. Ngay khi đưa ra ngoài không khí, đất sét tự động khô cứng lại, quá trình khô nhanh hay chậm tùy thuộc vào chất lượng và cách pha trộn của nhà sản xuất. Ví dụ ở nhiệt độ phòng từ 25 đến 32 độ C thì các loại Đất sét Nhật Bản sẽ có thời gian khô từ 1-2 ngày, Đất Sét Thái thời gian khô từ 2-4 ngày.
Ngoài ra nếu đưa đất sét tự khô vào môi trường càng lạnh hoặc càng nóng sẽ khô cứng rất nhanh nhưng dễ dẫn đến tình trạng đất bị nứt. Do đó để bảo quản loại đất sét này người ta thường sử dụng các loại túi gói được hàn kín miệng hoặc túi zip để tránh không khí lọt vào. Đất sét tự khô có ưu điểm là thân thiện với môi trường, dễ sử dụng với hầu hết người dùng ở mọi lứa tuổi.
Sau khi khô hoàn toàn sẽ khiến đất sét tự khô có độ cứng rất cao và chịu được tác động va chạm mạnh kể cả rơi từ các tòa nhà cao tầng hoặc xe ô tô cán qua. Điểm yếu nhất của dòng đất sét này là sợ tiếp xúc với nước, nếu ngâm trong nước đất sét tự động bị tan rã.
Tính đến nay vẫn chưa có tài liệu khoa học nào xác thực được ai là người đầu tiên phát minh ra công thức chế tạo đất sét tự khô, phần lớn người tiêu dùng ở các nước Châu Á biết đến loại đất sét này từ các video clip phô diễn kỹ thuật điêu khắc của các nghệ sĩ thủ công người Nhật và Thái Lan.

## Ứng dụng trong đời sống & sinh hoạt

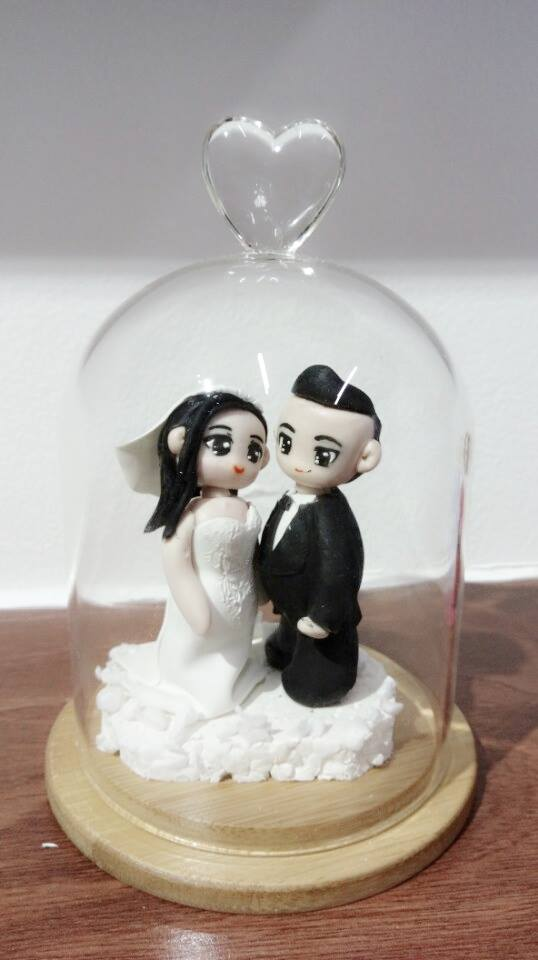
Ứng dụng để nặn tượng

- Chế tác tượng  Ứng dụng để nặn tượng
- Làm hoa đất séthoa đất sét nhật loại tự khô
- Nặn đồ chơi

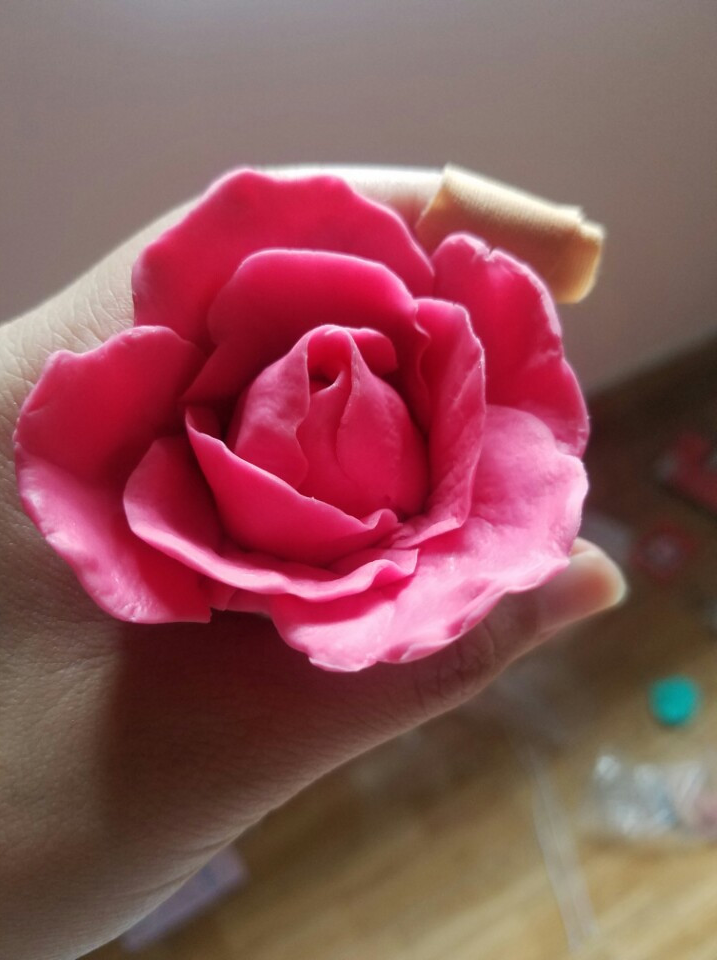
hoa đất sét nhật loại tự khô

- Chống mối mọt công trình, bịt ổ điện

## Bảo quản, sử dụng đất. Kem mềm, kem ủ cho đất sét
- Đất sét nếu để ngoài không khí sẽ bị khô trên bề mặt sau 2-3 tiếng, khô toàn bộ sau 72 tiếng(tùy vào độ dày của của đất)
- Đất sét nên được bảo quản nơi khô ráo.  Khi dùng thừa đất nên cho số đất thừa đó vào túi kiếng hoặc màng bọc thực phẩm có phết một lớp kem ủ dành cho đất sét. Sau đó cho vào túi nilon hoặc túi zip, khóa chặt mép lại để không khí không lọt vào trong. Tiếp đó lấy khăn ẩm(cho khăn vào nước rồi vắt sao cho khi cầm khăn lên, nước không rỏ xuống) quấn quanh túi nilon, sau đó cho thành phẩm vào hộp có nắp.

-Khi đất sét mua về chưa dùng đến nên để yên, không động vào khi chưa thực sự dùng, để vào hộp có nắp
-Kem ủ sử dụng để bảo quản đất, giữ cho đất lâu bị khô, thoa vào khuôn thì đất không bị dính khuôn, ngoài ra khi sử dụng nhào cùng với kem làm mềm sẽ khiến thành phẩm bóng đẹp 1 cách tự nhiên
-Kem mềm sử dụng làm bề mặt đất láng mịn hơn, khi đất hơi khô bề mặt cho kem này vào nhồi kỹ thì đất sẽ mềm lại
-Đối với đối tượng sử dụng đất sét này để làm mô hình, làm tượng, đồ trang sức,...cần rửa sạch tay trước khi dùng, hoặc dùng găng tay cao su để làm. Trong quá trình nặn có thể dùng nước để làm đất nhão ra một chút, sử dụng dụng cụ chuyên dụng để làm mất các đoạn vị hở do vết cắt. Sử dụng màu acrylic để tảo màu cho đất bằng cách trộn màu với đất. Có thể sử dụng miếng giấy bạc, vo lại để tạo hình sau đó bắp lớp đất lên, như vậy sẽ dễ xác định dáng hình mà không bị tốn đất(không nên dùng cách này để làm hoa hay khay đựng đồ, hoặc các đồ có độ giầy không cao)